# کیولی (شهر)
کیولی (به لاتین: Quli) یک شهرک در جمهوری خلق چین است که در شهرستان فوسوی واقع شده‌است. کیولی ۳۸۲٫۲۱ کیلومتر مربع مساحت و ۴۸٬۱۹۵ نفر جمعیت دارد.